# Hanna Thompson
Hanna Thompson (* 1. November 1983 in Rochester, New York) ist eine US-amerikanische Florettfechterin. 
Noch während ihres Studiums gewann Thompson 2004 ihren ersten US-amerikanischen Meistertitel im Fechten. 2006 schloss sie ihr Studium in Soziologie und Kriminologie an der Ohio State University ab und konzentrierte sich anschließend ganz auf ihre sportliche Karriere. Bei den Panamerikanischen Spielen 2007 gewann sie im Einzel und mit der Mannschaft die Silbermedaille. Bei den Olympischen Sommerspielen 2008 in Peking belegte sie im Einzel nur den 27. Platz, mit der Mannschaft gewann sie die Silbermedaille.